# Contraspionaj
Contraspionajul reprezintă spionajul direct împotriva sistemului de spionaj al dușmanului, cum ar fi recrutarea agenților în organe de informații străine.
Multe guverne și armate au organizații care îndeplinesc special acest rol. Metodele includ supravegherea suspecților și a comunicațiilor acestora, agenți sub acoperire, monitorizarea comportamentului personalului diplomatic (de obicei chiar spioni sau îndrumători ai spionilor), etc.
Când spionii sunt descoperiți, agențiile au de obicei drept de arestare, dar este mult mai productiv să-i păstreze pentru a afla ce vor, care este scopul și cu cine vorbesc. Mai departe dezinformarea poate fi folosită pentru a-i păcăli pe spioni și pe sponsorii acestora sau să-i facă să înceteze din activitate dacă informațiile nu sunt de încredere sau dacă secretul lor a fost compromis. Activitățile de informații și contrainformații nu apar numai între guverne, dar și între industrii și grupuri teroriste.

## Agenții de contrainformații
- Agência Brasileira de Inteligência (Abin) - Brazilia
- Australian Security Intelligence Organisation (ASIO) - Australia
- Bundesnachrichtendienst (BND) - Germania
- Canadian Security Intelligence Service (CSIS) - Canada
- Direction de la Surveillance du Territoire (DST) - Franța
- Federal Bureau of Investigation (FBI) - Statele Unite
- Counterintelligence Field Activity (CIFA) - Statele Unite
- FSB - Federația Rusă
- Shabak - Israel
- KGB - Uniunea Sovietică
- MI5 - Marea Britanie
- National Intelligence Agency (NIA) - Africa de Sud
- Inter-Services Intelligence - Pakistan